# Coleman Young
Coleman Alexander Young (Tuscaloosa, 24 maggio 1918 – Detroit, 29 novembre 1997) è stato un politico statunitense, sindaco di Detroit dal 1974 al 1993. Young divenne il primo sindaco afroamericano di Detroit, nella stessa settimana in cui Maynard Jackson divenne il primo sindaco afroamericano di Atlanta.
Nel 1981 fu premiato con la Medaglia Spingarn dalla NAACP.